# Örvar-Odds saga
Die Örvar-Odds saga ist eine altisländische Vorzeitsaga aus dem späten 13. Jahrhundert. Sie erzählt von Örvar-Oddr (altnordisch Ǫrvar-Oddr; deutsch „Pfeil-Odd“) und enthält einige poetische Stücke.

## Hintergrund
Die Saga von Örvar-Oddr wurde vermutlich im 13. oder Anfang des 14. Jahrhunderts von einem unbekannten Isländer verfasst. Sie gehört zu den sogenannten Fornaldarsögur (Vorzeitsagas) oder Wikingersagas.
Der Held Örvar-Oddr wird ebenfalls in der Hervarar Saga und im Zusammenhang mit der Schlacht auf Samsø, in den Gesta Danorum (Von den Taten der Dänen) erwähnt. Einige der Abenteuer, die Örvar-Oddr erlebt, schildern Ereignisse, die sich auf reale Personen beziehen, so ähnelt die Reisebeschreibung die in Hålogaland ihren Ausgang nimmt und nach Bjarmaland führt, der Reise von Ottar. Es finden sich ebenfalls Anklänge zu den Abenteuern des Odysseus. Die Darstellung des Todes durch den „Schädel eines Pferdes“ wurde im Jahr 1826 von Alexander Puschkin in Das Lied vom wahrsagenden Oleg verewigt.

## Handlung

Örvar-Oddr erzählt Ingeborg von Hjalmars Tod
(August Malmström 1859)

Örvar-Oddr war der Sohn von Grim Lodinkinni und der Enkel von Ketil Höing von Hålogaland. Eine Völva (Seherin) sagte ihm voraus, dass er dereinst im Alter von 300 Jahren durch sein eigenes Pferd „Faxi“ getötet werden würde und zwar an dem Ort, wo er geboren worden war.
Um diesem Schicksal zu entgehen, tötete Oddr sein Pferd, vergrub den Kadaver tief in der Erde und verließ seine Heimat, um niemals zurückzukehren. Zum Abschied erhielt er von seinem Vater einige magische Pfeile (Gusisnautar). Zunächst bereiste er die Finnmark, Bjarmaland und Jötunheim. Als er mit diesen die Riesin Gneip geblendet hatte, erhielt er von seinem Vater den Beinamen „Örvar“ (Pfeil). Dort nahm er gemeinsam mit Asmundr an zahlreichen Kämpfen gegen die Wikinger teil. Schließlich begegneten sie den schwedischen Recken Hjalmar (Hjálmarr) und Thord und sie maßen sich im Kampf. Dieser ging unentschieden aus, so dass sie sich verbündeten und gemeinsam viele Schlachten schlugen.
In einer Schlacht auf der Insel Samsø, die sie gegen die Söhne von Arngrim führten, wurde Hjalmar von Angantyr getötet und Örvar-Oddr reiste nach Uppsala, um dessen Braut Ingeborg, der Tochter des schwedischen Königs, diese traurige Nachricht zu überbringen. Anschließend reiste Örvar-Oddr weiter in den Süden, um gegen die Korsaren des Mittelmeeres zu kämpfen. Inzwischen hatte er den christlichen Glauben angenommen. Als sein Schiff unterging, war er der einzige Überlebende und gelangte schließlich ins Heilige Land.
Auf seiner weiteren Reise, als Örvar-Odd, begleitet vom Sohn seines Blutsbruders Thord, der von Ogmund Tussock getötet worden war und auf der sie sich gemeinsam an diesem rächen wollen, trafen sie auf zwei Seeungeheuer. Eines war ein riesenhafter Wal und das andere möglicherweise der Kraken aus den norwegischen Legenden.
In einer weiteren Erzählung begibt sich Örvar-Oddr als alter Mann verkleidet nach Hunaland. Dort wird er jedoch bald erkannt, und nachdem er den König von Bjalkaland besiegte, durfte er die Prinzessin Silkisif heiraten und wurde der nächste König von Hunaland. Doch nach all diesen Heldentaten und Abenteuern bekam er schließlich Heimweh und kehrte in seine Heimat zurück. Er besuchte das Grab seines Pferdes Faxi und machte sich über die alte Prophezeiung der Völva lustig. Doch da stolperte er plötzlich über den Schädelknochen des Pferdes, in dem eine Giftschlange kauerte. Diese kam hervor und biss ihn, so dass sich die Vorhersage erfüllte, denn er verstarb kurz darauf.

## Örvar-Oddr und norwegische Rugier
Örvar-Oddr verbrachte seine Kindheit und Jugend in Berurjóðr in der Nähe von Eikund (Eigersund). In der Saga antwortet Örvar-Oddr auf die Frage der Priesterin, wer ihn in solcher Torheit erzogen habe, dass er es ablehnt, dem höchsten Gott und dem Anführer der Asen, Odin, zu huldigen:

„Mich zog Ingjaldr auf in der Kindheit, der, welcher Eikund beherrschte und Jadar bewohnte.“

Zu Beginn des 19. Jahrhunderts glaubten Historiker, Literaturwissenschaftler und Geografen, dass Ods Schicksal mit dem norwegischen Rogaland verbunden sei. In der Allgemeinen Enzyklopädie der Wissenschaften und Künste wird darauf hingewiesen, dass es sich in der Örvar-Odds saga um die Insel Eigerøy handelt.
Die Siedlung Berurjóðr (Berglud), die Insel Eikund (Eigerøy) und die historische Region Jadar (Jæren) befinden sich in der norwegischen Provinz Rogaland, die in Mittelalter von Rugiern bewohnt wurde. Egersund ist die Bucht zwischen der Insel Eigerøy und dem Festland, die in der Antike „Eikundarsund“ genannt wurde. Die Insel Eigerøy wurde im Mittelalter „Eikund“ genannt. Der Name dieser Insel weist auf reiche Vorkommen von hochwertigem Eichenholz hin, das für den Schiffbau verwendet wurde, da das Wort eik das norwegische Wort für „Eiche“ ist. Eikund und Eikundarsund waren einige der ältesten geografischen Namen in Norwegen und finden sich bereits in der Óláfs saga helga, die im 13. Jahrhundert vom isländischen Autor Snorri Sturluson verfasst wurde.